# 인수 후 통합
인수 후 통합(引受後統合, post-merger integration, PMI)은 인수 합병의 주된 동기인 잠재적인 효율화와 시너지를 현실화하기 위해, 여러 사업을 조화롭게 통합하고 재정리하는 복잡한 과정이다. PMI는 합병의 필수불가결한 부분으로, 합병된 조직들의 기존 사회기술적 체계를 새로운 통일된 체계로 합치는 것을 수반한다.

## 개요
둘 이상의 조직을 하나의 단일 조직으로 통합하는 절차는 자산이나 인력, 과업, 전산 지원 등을 포함한 여러 조직 체계에 관해 이뤄진다. 여러 체계를 합치는 그러한 과정을 “통합”(integration)이라 한다. 통합 계획은 인수 합병을 마무리하는 데에 가장 도전적인 영역이기도 하다. 통합 관리 본부(IMO, integration management office)는 통합 작업의 핵심적인 역할들을 돌보는 한편, 통합을 인도하기 위한 구조도 마련한다.

## 같이 보기
- 인수 합병
- 프로젝트 관리